# Hottenbach
Hottenbach là một đô thị thuộc huyện Birkenfeld, trong bang Rheinland-Pfalz, phía tây nước Đức. Đô thị Hottenbach có diện tích 11,21 km², dân số thời điểm ngày 31 tháng 12 năm 2006 là 655 người.